# Notophthiracarus schusteri
Notophthiracarus schusteri är en kvalsterart som beskrevs av Wojciech Niedbała 1987. Notophthiracarus schusteri ingår i släktet Notophthiracarus och familjen Phthiracaridae. Inga underarter finns listade i Catalogue of Life.